# تئاتر اپرا ملی گرجستان
تئاتر اپرا ملی گرجستان (گرجی: თბილისის ოპერისა და ბალეტის სახელმწიფო აკადემიური თეატრი) یک سالن نمایش در تفلیس، گرجستان است.
این تئاتر که در سال ۱۸۵۱ تأسیس شده دارای ۸۰۰ نفر ظرفیت می‌باشد.

## نگارخانه

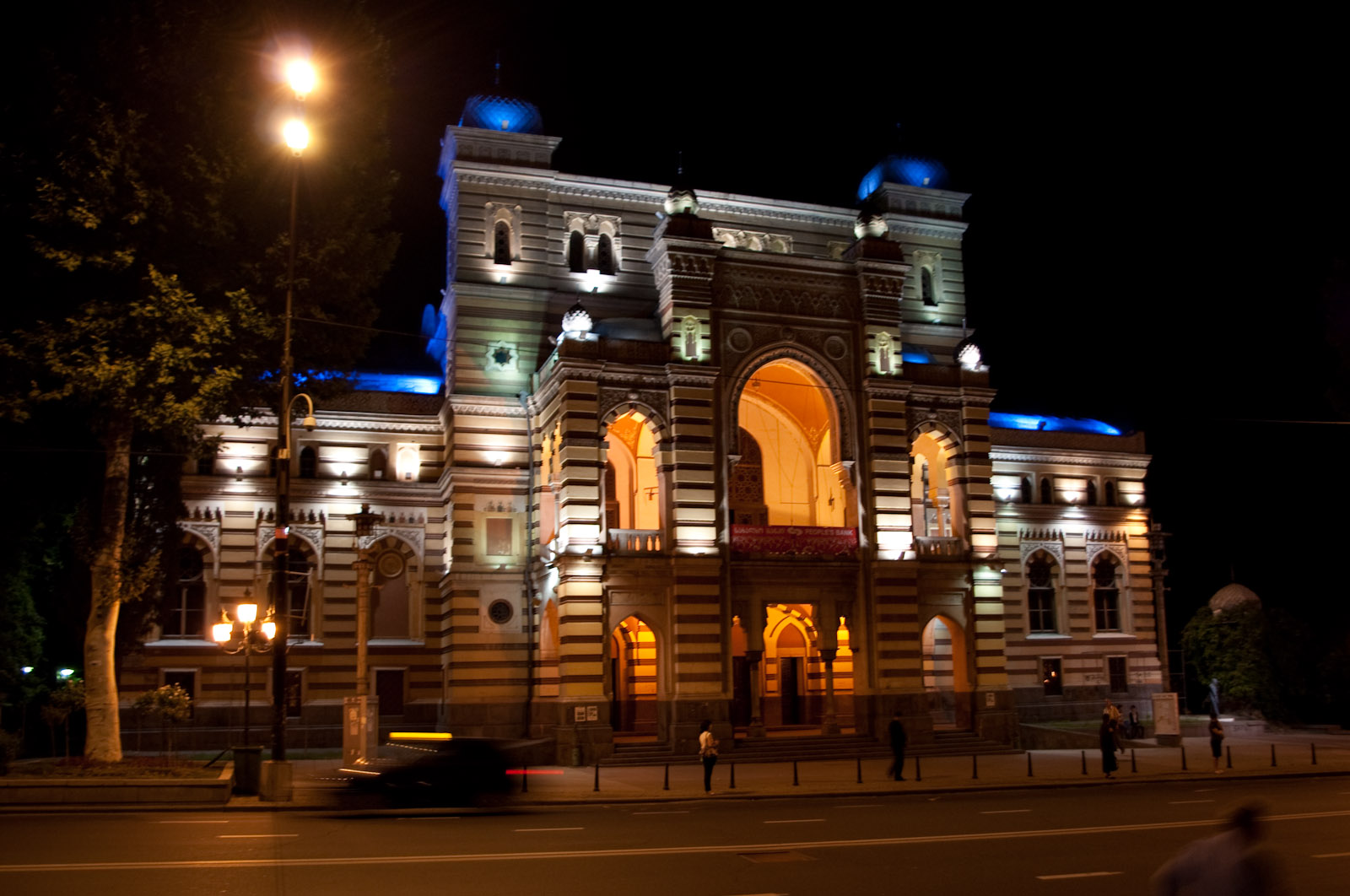
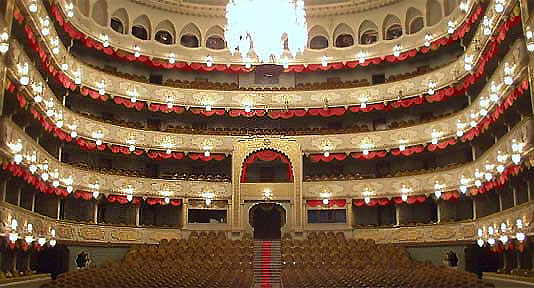
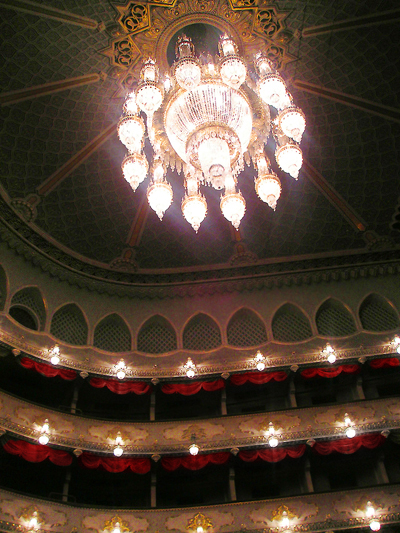
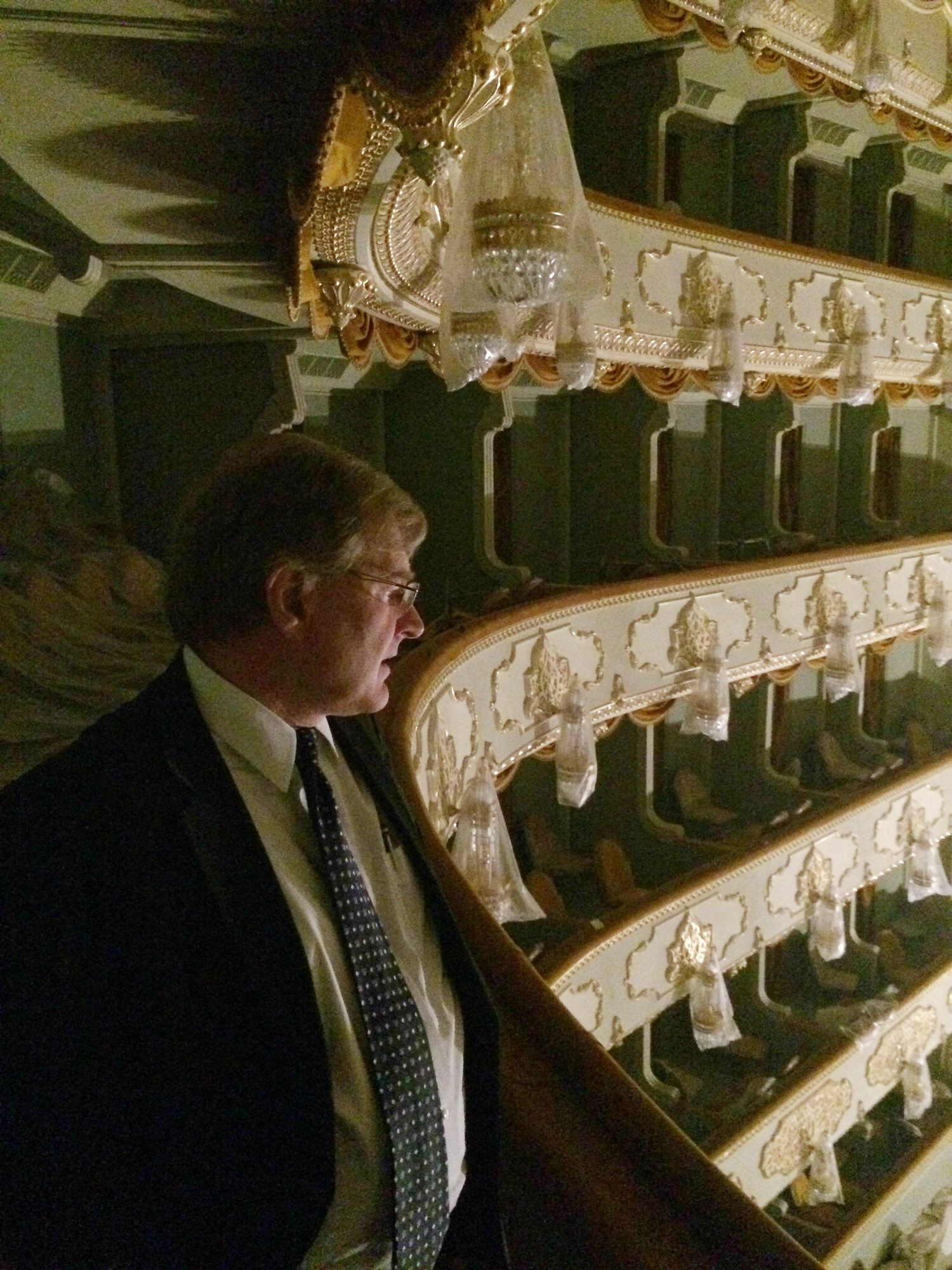